# Nedlagda Command & Conquer-spel
Följande artikel är en lista över nedlagda datorspel i Command & Conquer-serien.

## Nedlagda spel

### Command & Conquer: Renegade 2
Command & Conquer: Renegade 2 skulle bli en till förstapersonsskjutare som skulle använda sig av en uppdaterad version av spelmotorn som användes i Command & Conquer: Renegade. Renegade 2 fanns i två skilda versioner under utvecklingen. Den första versionen skulle bli en sammankoppling mellan Command & Conquer och Red Alert 2. Denna idé skrotades dock till förmån för ett Red Alert 2-baserat FPS som utspelade sig efter Yuri's Revenge. Handlingen baserades på att en sovjetisk befälhavare på eget initiativ anfaller USA för att hämnas Premier Romanov (befälhavaren var av släkten Romanov). De flesta enheter var baserade på de i Red Alert 2, fast de Allierades lätta stridsvagn och den ryska Hindhelikoptern från Red Alert fanns också med.

### Command & Conquer: Tiberian Incursion
Detta var arbetstiteln på Westwood Studios tredje spel i Tiberiumserien (ibland kallat Tiberian Twilight) och skulle bli det spel då Scrin kom till Jorden. Det var även planerat att Red Alert 2-universumet skulle skapas genom användandet av tidsresor. Detta inte helt olikt hur Einstein skapade Tiberiumuniversumet i Red Alerts prolog. Vissa delar ur spelet användes i Tiberium Wars.

### Tiberium
Tiberium var ett FPS under utveckling av EA Los Angeles och var planerat att släppas till Microsoft Windows, Xbox 360 och Playstation 3 år 2009. Spelet skulle använda sig av Unreal Engine 3. 
Utvecklingen av spelet lades ner i slutet av september 2008 för att EA ansåg att spelet inte höll tillräckligt hög kvalité.
Tiberium utspelade sig i Command & Conquer-universumet. EA avslöjade spelet i ett pressmeddelande den 18 december 2007. Enligt pressmeddelandet hade spelet varit i utveckling i 2 år.
Spelet utspelade sig år 2058, elva år efter Command & Conquer 3: Tiberium Wars och spelaren tog rollen som Kommendörkapten Ricardo Vega.

### Command & Conquer (2013)
Command & Conquer  var ett datorspel som var under utveckling av BioWare Victory och skulle publiceras av Electronic Arts. Spelet skulle släppas 2013.
Den 29 oktober meddelade Victory Studios att man lägger ner arbetet och därmed kommer spelet aldrig att lanseras. Spelet skulle använda spelmotorn Frostbite 3. Fraktioner som skulle vara med var Europeiska Unionen (EU), Global Liberation Army (GLA) och Asian-Pacific Alliance (APA).